# Abdil Mutalib
Abdil Qaiyyim bin Abdul Mutalib (Singapore, 14 maggio 1989) è un calciatore singaporiano, difensore dell'Home United.

## Carriera

### Club
Ha sempre giocato nella massima serie singaporiana.

### Nazionale
Ha esordito in Nazionale il 28 luglio 2016 nell'amichevole Cambogia-Singapore (2-1).